# Ipy (deessa)
Ipy és una antiga deessa egípcia de la fertilitat. També és coneguda pel nom d'Opet, Ipet a Karnak i Apet, mare del foc, al Papir Màgic Demòtic.
S'il·lustra amb forma d'hipopòtam, sovint amb cap i peus de lleó i braços humans. També apareix com a protectora del faraó, invocada en el rol de mare. En la teologia tebana és la mare d'Osiris.
És possiblement una precursora de Taueret.